# Dietrich Prinz
Dietrich Gunther Prinz (Berlino, 29 marzo 1903 – dicembre 1989) è stato un ingegnere tedesco naturalizzato inglese.
Pioniere della scienza del computer, è principalmente noto per i suoi primi esperimenti con i computer Ferranti e per aver sviluppato il primo programma limitato di scacchi nel 1951.

## Biografia
Prinz nacque a Berlino, in Germania, nel 1903 e studiò fisica e matematica all'Università di Berlino, in cui Max Planck e Albert Einstein furono i suoi insegnanti. Inizialmente iniziò a lavorare come designer elettronico presso Telefunken.
Di famiglia ebraica, fu costretto a lasciare la Germania per unirsi al GEC a Wembley come ricercatore nella tecnologia delle valvole. Durante la Seconda guerra mondiale, fu internato in Canada, e quando tornò lavorò prima a Leeds per la Bowen Instrument Company. 
Prinz divenne cittadino inglese nel 1947 e fu reclutato dalla fabbrica Ferranti a Moston, Manchester, da Eric Grundy, il quale stava creando un team per studiare le potenzialità dei computer elettronici. Dopo che la Ferranti si aggiudicò un contratto per costruire una versione del computer Manchester, che sarebbe diventato il Ferranti Mark 1, Prinz lavorò a stretto contatto con il team dell'Università di Manchester.
L'anno dopo si recò negli Stati Uniti per conoscere i progressi comparativi del computer dove incontrò Douglas Hartree che lavorava all'UCLA nello sviluppo dello SWAC computer del National Bureau of Standards statunitense assieme a J. Presper Eckert e John Mauchly, membri del progetto UNIVAC.
Prinz scrisse un manuale per il Ferranti Mark 1 che si rivelò molto più chiaro del primo manuale notoriamente oscuro scritto da Alan Turing. Rimase un pilastro del dipartimento di programmazione per trent'anni. Trascorse un po' di tempo anche in Italia supportando le installazioni Ferranti del luogo.
Prinz imparò la programmazione del Mark I dai seminari di Alan Turing e Cicely Popplewell. Ispirato da loro e da altri colleghi quali Donald Michie, Christopher Strachey e Donald Davies, arrivò a vedere la programmazione degli scacchi come "un indizio di metodi che potrebbero essere usati per affrontare problemi strutturali o logistici in altre aree, attraverso computer elettronici".  Turing aveva anche elaborato un algoritmo per giocare a scacchi, ma il lavoro di Prinz era indipendente da esso. Il Mark I era incapace di portare avanti un gioco del genere e Prinz si concentrò solo sulle mosse finali. Nel novembre 1951, il suo programma per il Ferranti Mark I fu il primo a risolvere il problema del Matto in 2.
Una descrizione di questo programma comparve nel libro del 1953 Faster Than Thought.
Prinz sviluppò anche semplici macchine logiche con il docente in filosofia dell'Università di Manchester Wolfe Mays e lavorò anche nel campo della musica al computer.
Morì a dicembre 1989

## Vita privata
Prinz was married and had two children, Jonathan Franklin Prinz and Daniela Prinz.

## Pubblicazioni
- Dietrich Prinz (1944). Contributions to the Theory of Automatic Controllers and Followers. Journal of Scientific Instruments.
- Dietrich Prinz (1951). Introduction to Programming on the Manchester Electronic Digital Computer.[10]
- Dietrich Prinz (1952). Robot Chess. Research, Vol. 6, ristampata nel 1988 in Computer Chess Compendium.
- Dietrich Prinz (1953). The Use of General Computers for Solving Logical Problems.[14]